# Алькофен (Верхняя Австрия)
Алькофен (нем. Alkoven) — коммуна (нем. Gemeinde) в Австрии, в федеральной земле Верхняя Австрия.
Входит в состав округа Эфердинг.  Население составляет 5287 человек (на 31 декабря 2006 года). Занимает площадь 43 км². Официальный код  —  40501.

## Политическая ситуация
Бургомистр коммуны — Габриль Шуман (СДПА) по результатам выборов 2003 года.
Совет представителей коммуны (нем. Gemeinderat) состоит из 31 места.
- СДПА занимает 18 мест.
- АНП занимает 8 мест.
- Зелёные занимают 3 места.
- АПС занимает 2 места.